# Эрасо, Хави
Хавьер Эрасо Гоньи (исп. Javier Eraso Goñi; 22 марта 1992, Памплона, Испания) — испанский футболист, полузащитник «Аморебьета».

## Клубная карьера
Эрасо родился в Памплона, Наварра, и является выпускником юношеской академии клуба «Атлетик Бильбао». В сезоне 2008/09 он дебютировал за фарм-клуб «Атлетика» «Басконию», выступавшую в третьем дивизионе, и помог клубу продвинуться на уровень выше. Год спустя игрок был переведен в резервный состав «Атлетика» — клуб «Бильбао Атлетик».
19 июня 2013 года Эрасо, не пробившись в главную команду Бильбао, перешёл в «Леганес», игравший в третьем дивизионе. В том сезоне он сыграл 42 игры и помог клубу впервые за 10 лет выйти в Сегунду.
Свой первый матч во втором испанском дивизионе Эрасо сыграл 7 сентября 2014 года, выйдя в основе в победном 3-1 домашнем матче против Мальорки. Первый гол в Сегунде он забил 21 декабря в ворота «Рекреативо» (2-0).
31 мая 2015 года Эрасо сделал хет-трик в матче против «Барселоны-Б» (5-2). 1 июля он вернулся в родной «Атлетик Бильбао», теперь уже в главную команду.
За клуб из Бильбао Эрасо дебютировал 30 июля 2015 года, выйдя в старте против бакинского «Интера» в матче Лиги Европы.

## Достижения
«Атлетик Бильбао»
- Обладатель Суперкубка Испании (1): 2015